# Río Colorado (Río Negro)
Río Colorado is een plaats in het Argentijnse bestuurlijke gebied Pichi Mahuida in de provincie Río Negro. De plaats telt 13.675 inwoners.